# Стадион Ђилет
Стадион Ђилет (енгл. Gillette Stadium) је вишенаменски (фудбал, атлетика) стадион који се налази у Фоксбороу, САД. Стадион Ђилет је дом НФЛ клуба Њу Ингланд патриотси и МЛС клуба Њу Ингланд револутион. Стадион је дизајнирао Јохн Биллон из ХОК Спорта.
Нови стадион је заменио стари стадион Фоксборо. Пре званичног отварања стадиона 9. септембра 2002, био је познат као ГМЦИ Филд по интернет компанији. У августу 2002. године компанија Ђилет из Бостона стекла је право да његово име повеже са стадионом.
Стадион се налази у Фоксбороу, Масачусетс, 40 километара јужно од Бостона.
Укупно стадион може примити 68.756 гледалаца.

## КОНКАКАФ златни куп
Овај стадион је неколико пута биран као стадион домаћина током турнира за Златни куп, фудбалског турнира за репрезентације КОНКАКАФа. Током Златног купа 2003. , 2005. , 2007. , 2009.  и 2015. , овај стадион је био један од стадиона на којима су се играле фудбалске утакмице ових турнира.
| №  | Датум         | Репрезентације                                                             | Резултат | Златни куп   | Гледалаца |
| -- | ------------- | -------------------------------------------------------------------------- | -------- | ------------ | --------- |
| 1  | 11. јул 2003. | Сједињене Државе – Салвадор                                                | 2:0      | Групна фаза  | 33.652    |
| 2  | 11. јул 2003. | Канада – Костарика                                                         | 1:0      | Групна фаза  | 33.652    |
| 3  | 13. јул 2003. | Мартиник – Сједињене Државе                                                | 0:2      | Групна фаза  | 8.780     |
| 4  | 13. јул 2003. | Куба – Канада                                                              | 2:0      | Групна фаза  | 8.780     |
| 5  | 15. јул 2003. | Салвадор – [[Фудбалска репрезентација Мартиника {{{altlink2}}}\|Мартиник]] | 1:0      | Групна фаза  | 10.361    |
| 6  | 15. јул 2003. | Костарика – Куба                                                           | 3:0      | Групна фаза  | 10.361    |
| 7  | 19. јул 2003. | Сједињене Државе – Куба                                                    | 5:0      | Четвртфинале | 15.627    |
| 8  | 19. јул 2003. | Костарика – Салвадор                                                       | 5:2      | Четвртфинале | 15.627    |
| 9  | 11. јул 2005. | Сједињене Државе – Костарика                                               | 0:0      | Групна фаза  | 15.211    |
| 10 | 11. јул 2005. | Канада – Куба                                                              | 2:1      | Групна фаза  | 15.211    |
| 11 | 16. јул 2005. | Хондурас – Костарика                                                       | 3:2      | Четвртфинале | 22.108    |
| 12 | 16. јул 2005. | Сједињене Државе – Јамајка                                                 | 3:1      | Четвртфинале | 22.108    |
| 13 | 12. јун 2007. | Сједињене Државе – Салвадор                                                | 4:0      | Групна фаза  | 26.523    |
| 14 | 12. јун 2007. | Тринидад и Тобаго – Гватемала                                              | 1:1      | Групна фаза  | 26.523    |
| 15 | 16. јун 2007. | Канада – Гватемала                                                         | 1:0      | Четвртфинале | 22.412    |
| 16 | 16. јун 2007. | Сједињене Државе – Панама                                                  | 1:2      | Четвртфинале | 22.412    |
| 17 | 11. јул 2009. | Сједињене Државе – Хаити                                                   | 2:2      | Групна фаза  | 24.137    |
| 18 | 11. јул 2009. | Хондурас – Гренада                                                         | 4:0      | Групна фаза  | 24.137    |
| 19 | 10. јул 2015. | Хондурас – Панама                                                          | 1:1      | Групна фаза  | 46.720    |
| 20 | 10. јул 2015. | Сједињене Државе – Хаити                                                   | 1:0      | Групна фаза  | 46.720    |

### Копа Америка Сентенарио
| № | Датум         | Репрезентације        | Резултат | Турнир       | Гледалаца |
| - | ------------- | --------------------- | -------- | ------------ | --------- |
| 1 | 10. јун 2016. | Чиле – Боливија       | 2:1      | Четвртфинале | 19.392    |
| 2 | 12. јун 2016. | Бразил – Перу         | 0:1      | Четвртфинале | 50.568    |
| 3 | 18. јун 2016. | Аргентина – Венецуела | 4:1      | Финале       | 65.529    |

### Светско првенство у фудбалу за жене 2003.
| № | Датум               | Репрезентације         | Резултат | Турнир       | Гледалаца |
| - | ------------------- | ---------------------- | -------- | ------------ | --------- |
| 1 | 27. септембар 2003. | Јужна Кореја– Норвешка | 1:7      | Групна фаза  | 14.356    |
| 2 | 27. септембар 2003. | Канада – Јапан         | 3:1      | Групна фаза  | 14.356    |
| 3 | 1. октобар 2003.    | Бразил – Шведска       | 1:2      | Четвртфинале | 25.103    |
| 4 | 1. октобар 2003.    | САД– Норвешка          | 1:0      | Четвртфинале | 25.103    |